# Фірлюк
Фірлю́к (Mirafra) — рід горобцеподібних птахів родини жайворонкових (Alaudidae). Представники цього роду мешкають в Африці, Азії та Австралії.

## Опис
Середня довжина фірлюків може досягати від 12 до 23 см, вага від 15 до 68 г. Найбільшим представником роду є великий фірлюк, який досягає довжини 22 см і ваги 68 г.
Представники роду Фірлюк мають короткий або середньої довжини дзьоб, конічної форми, прямий, загострений, іноді злегка вигнутий, ніздрі відкриті. Десяте махове перо (дистальне) помітне навіть при згорнутих крилах, а його довжина становить від половини до двох третин довжини дев'ятого махового пера. Махові пера з шостого по восьме майже однакової довжини і формують кінчик крила. У більшості видів крила мають рудувате забарвлення. Задній кіготь розвинутий, має таку ж довжину, що і задній палець. У більшості видів на шостому стерновому пері є біла пляма.
Фірлюки поширені на більшій території Африки на південь від Сахари, за винятком тропічних лісів Західної і Центральної Африки та деяких гірських регіонів. Також фірлюки мешкають в Індії, Південно-Східній Азії, на півдні Аравійського півострова, Філіппінах, на островах Шрі-Ланка, Мадагаскар, Ява, Нова Гвінея та на деяких інших. Яванський фірлюк є єдиним представником родини жайворонкових в Австралії (за винятком інтродукованого польового жайворонка).
Як і більшість жайворонкових, фірлюки гніздяться на землі. Гнізда мають чашоподібну форму, і в більшості випадків прикриті травою.

## Види
Фірлюк є найчисельнішим за кількістю видів рід родини жайворонкових (Alaudidae). Результати молекулярно-генетичного дослідження показали, що рід Фірлюк є сестринським до роду Шпорець (Heteromirafra).
Виділяють двадцять чотири види:
- Фірлюк білогорлий (Mirafra passerina)
- Фірлюк чагарниковий (Mirafra cantillans)
- Фірлюк яванський (Mirafra javanica)
- Фірлюк південний (Mirafra cheniana)
- Фірлюк білохвостий (Mirafra albicauda)
- Фірлюк кордофанський (Mirafra cordofanica)
- Фірлюк кенійський (Mirafra williamsi)
- Фірлюк східний (Mirafra pulpa)
- Фірлюк великий (Mirafra hypermetra)
- Фірлюк сомалійський (Mirafra somalica)
- Фірлюк рудобокий (Mirafra ashi)
- Фірлюк африканський (Mirafra africana)
- Фірлюк ангольський (Mirafra angolensis)
- Фірлюк коричневий (Mirafra rufocinnamomea)
- Фірлюк лучний (Mirafra apiata)
- Фірлюк мінливобарвний (Mirafra fasciolata)
- Фірлюк смугастошиїй (Mirafra collaris)
- Фірлюк рудокрилий (Mirafra erythroptera)
- Фірлюк великодзьобий (Mirafra assamica)
- Фірлюк рудий (Mirafra rufa)
- Фірлюк еритрейський (Mirafra gilletti)
- Фірлюк індійський (Mirafra affinis)
- Фірлюк м'янмарський (Mirafra microptera)
- Фірлюк китайський (Mirafra erythrocephala)

Низку видів, яких раніше відносили до роду Фірлюк було переведено до родів Алондра (Calendulauda) і Жервінчик (Eremopterix).